# رمشینگن
رمشینگن (به آلمانی: Remchingen) یک شهر در آلمان است که در انتسکرایس واقع شده‌است. رمشینگن ۱۱٬۷۶۴ نفر جمعیت دارد.

## خواهرخوانده
شهر سیساک خواهرخواندهٔ رمشینگن هست.